# تری وستلی
تری وستلی (انگلیسی: Terry Westley؛ زادهٔ ۱۸ سپتامبر ۱۹۵۹) بازیکن فوتبال و مربی اهل بریتانیا است.
از باشگاه‌هایی که در آن بازی کرده‌است می‌توان به باشگاه فوتبال لوتون تاون اشاره کرد.

## دوران مربیگری
وستلی قبلا در راشدن و دایموندز، ایپسویچ تاون، چارلتون، لوتون تاون و دربی کانتی کار کرده است. در این باشگاه‌ها او مسئول پرورش بازیکنان جوان بود که شامل متیو آپسن، کیرون دایر، ریچارد رایت، تیتوس برامبل و کوین لیزبی می‌شد. در دربی، او بر رشد ستارگان جوانی مانند تام هادلستون، لی هولمز، گیلز بارنز، لوین نیاتانگا و مایلز ادیسون نظارت داشت.
وستلی در ژوئیه ۱۹۹۵ پس از جدایی دیوید پلیت، سکان هدایت لوتون تاون را به‌دست گرفت. او فصل فوتبال ۱۹۹۴–۱۹۹۵ را با این تیم در جایگاه شانزدهم در به پایان رساند. فصل بعد شروع خوبی نداشت و وستلی پس از شکست ۴ بر صفر مقابل پورتسموث اخراج شد.
وستلی در ژانویه ۲۰۰۶ پس از جدایی فیل براون به عنوان سرمربی موقت دربی کانتی انتخاب شد. او اولین بازی خود را با نتیجه ۱ بر صفر در خانه به شفیلد یونایتد باخت و علیرغم اینکه در چهار بازی دیگر موفق به کسب پیروزی نشد، تا پایان فصل سرمربی ماند. اولین پیروزی او ، برد خانگی ۱ بر صفر مقابل پلیموث بود. علیرغم رسیدن به هدف خود برای حفظ باشگاه در چمپیونشیپ تا پایان فصل، به او پیشنهاد کار مربی دائمی داده نشد و بیلی دیویس جایگزین او شد.
او در سال ۲۰۰۶ به عنوان مدیر آکادمی جوانان به بیرمنگام پیوست. در اولین فصل حضورش، تیم زیر ۱۸ سال را تا یک چهارم نهایی جام حذفی جوانان رهبری کرد و دو سال بعد آنها به نیمه نهایی همان مسابقات رسیدند. وستلی پس از تکمیل و ارائه گزارشی به هیئت مدیره باشگاه، که حاوی توصیه‌های لازم برای "سوق دادن آکادمی به سطح بالاتر" بود، با توافق دوجانبه در فوریه ۲۰۱۱ باشگاه را ترک کرد.
در ژوئیه ۲۰۱۴ وستلی مدیر آکادمی وستهام و جایگزین تونی کار شد.